# Muldengraben (Saalbach)
Der Muldengraben (am Oberlauf auch Dürrenbüchiger Graben genannt) ist ein 3,3 km langer Bach im baden-württembergischen Landkreis Karlsruhe, der bei Bretten-Diedelsheim von links in den Saalbach mündet.

## Name
Im 18. und 19. Jahrhundert erscheint das Gewässer am Oberlauf als Dürrenbüchiger Graben (1751 „in der Durlacher Straß ... streckt ... auf den Dörrebücher graben“). Der heutige Name ist nach der Flur „Mulde“ benannt. Eine Mulde bezeichnet eine flache Bodeneinsenkung. In Dürrenbüchig wird der Bach auch Wiesengraben genannt.

## Geographie

### Verlauf
Der Muldengraben entspringt am südlichen Ortsrand von Dürrenbüchig, unweit des Hausplatzwegs, auf etwa 200 m ü. NHN. Zunächst fließt er in nordöstlicher Richtung entlang der Ortsgrenze. Nach rund 260 Metern wendet er sich nach Norden und kreuzt den Panoramaweg. Im weiteren Verlauf durchquert er die Fluren „Steinberg“ und „Krautgärtenwiesen“, beschreibt eine Biegung nach Nordosten und tritt in die Gemarkung von Rinklingen ein, wo er das Ackerland „Brüchle“ passiert.
Nach nur etwa 400 Metern verlässt der Bach die Rinklinger Gemarkung und erreicht das Gebiet von Diedelsheim. Kurz darauf unterquert er zunächst die Trasse der Kraichgaubahn, dann die Bundesstraße 293 und fließt fortan linksseitig parallel zu dieser. In diesem Abschnitt nimmt er von links den Zufluss Im Vogelberg auf.
Bevor der Muldengraben in das Siedlungsgebiet von Diedelsheim eintritt, knickt er erneut nach Osten ab und unterquert wenig später die Bundesstraße 35. Innerhalb des Ortes quert er die Gondelsheimer Straße, die Westbahn sowie die Straße Am Saalbach. Nach insgesamt 3,3 Kilometern mündet der Muldengraben schließlich auf etwa 155 m ü. NHN von links in den Saalbach.

### Einzugsgebiet
Das Einzugsgebiet des Muldengrabens umfasst rund 7,9 km² und liegt im Brettener Hügelland. Es schließt das Dorf Dürrenbüchig vollständig ein. Im Uhrzeigersinn grenzt es an die Einzugsgebiete des Saalbachs (im Norden und Nordosten), des Hungergrabens (im Osten), des Walzbachs (im Süden), des Falltorgrabens (im Westen) sowie des Lohrgrabens (im Nordwesten).
Die höchste Erhebung des Gebiets liegt im südlichen Abschnitt bei etwa 290 m ü. NHN. Ungefähr die Hälfte des Einzugsgebiets werden landwirtschaftlich genutzt, während etwa 45 % bewaldet sind.

### LUBW
Amtliche Online-Gewässerkarte mit passendem Ausschnitt und den hier benutzten Layern: Lauf und Einzugsgebiet des Muldengrabens

Allgemeiner Einstieg ohne Voreinstellungen und Layer: Daten- und Kartendienst der Landesanstalt für Umwelt Baden-Württemberg (LUBW) (Hinweise)
1. 1 2  Höhe nach dem Höhenlinienbild auf dem Hintergrundlayer Topographische Karte.
2. ↑  Länge nach dem Layer Gewässernetz (AWGN).
3. ↑  Einzugsgebiet nach dem Layer Basiseinzugsgebiet (AWGN).
4. ↑  abgemessen auf dem Hintergrundlayer Topographische Karte.

### Andere Belege
1. ↑  Willy Bickel: Der Saalbach und seine Zuflüsse. Beitrag zur Flußnamensforschung des Kraichgaus. In: Fritz Herzer (Hrsg.): Bruchsaler Heimatgeschichte. Bruchsal 1955, S. 208.
2. ↑  Josef Schmithüsen: Geographische Landesaufnahme: Die naturräumlichen Einheiten auf Blatt 161 Karlsruhe. Bundesanstalt für Landeskunde, Bad Godesberg 1952. → Online-Karte (PDF; 5,1 MB)
3. ↑  Modellierte Werte nach Abfluss-BW Gewässerknoten MQ/MNQ
4. ↑  Ernst Schneider: Die Flurnamen der Stadt Bretten – Ein Beitrag zur Namenkunde des Kraichgaues. Esser Druck Bretten 1985, S. 198 und S. 213